# Паркерсбург (Західна Верджинія)
Паркерсбург (англ. Parkersburg) — місто (англ. city) в США, в окрузі Вуд штату Західна Вірджинія. Населення — 29 738 осіб (2020). Третє за чисельністю населення в штаті Західна Вірджинія.

## Географія
Паркерсбург розташований за координатами 39°15′41″ пн. ш. 81°32′36″ зх. д. / 39.26139° пн. ш. 81.54333° зх. д. (39.261353, -81.543376).  За даними Бюро перепису населення США в 2010 році місто мало площу 32,00 км², з яких 30,61 км² — суходіл та 1,38 км² — водойми.
Місто розташоване при злитті річок Огайо та Літтл Каноха. Річка Літтл Каноха ділить південну та північну сторону міста.

### Клімат
| Клімат : Паркерсбург                       | Клімат : Паркерсбург | Клімат : Паркерсбург | Клімат : Паркерсбург | Клімат : Паркерсбург | Клімат : Паркерсбург | Клімат : Паркерсбург | Клімат : Паркерсбург | Клімат : Паркерсбург | Клімат : Паркерсбург | Клімат : Паркерсбург | Клімат : Паркерсбург | Клімат : Паркерсбург | Клімат : Паркерсбург |
| Показник                                   | Січ.                 | Лют.                 | Бер.                 | Квіт.                | Трав.                | Черв.                | Лип.                 | Серп.                | Вер.                 | Жовт.                | Лист.                | Груд.                | Рік                  |
| Абсолютний максимум, °C                    | 25,6                 | 26,1                 | 31,7                 | 32,8                 | 35,0                 | 37,8                 | 40,0                 | 38,9                 | 38,9                 | 35,6                 | 30,0                 | 25,6                 | 40,0                 |
| Середній максимум, °C                      | 4,3                  | 6,7                  | 12,3                 | 18,9                 | 23,3                 | 27,7                 | 29,4                 | 28,9                 | 25,2                 | 19,2                 | 12,8                 | 6,3                  | 18,0                 |
| Середній мінімум, °C                       | −4,8                 | −3,6                 | 0,4                  | 5,6                  | 10,3                 | 15,4                 | 17,7                 | 17,0                 | 12,8                 | 6,7                  | 2,0                  | −2,8                 | 6,4                  |
| Абсолютний мінімум, °C                     | −31,1                | −23,3                | −19,4                | −7,8                 | −1,7                 | 2,2                  | 6,7                  | 4,4                  | 0,0                  | −6,1                 | −15,6                | −26,7                | −31,1                |
| Середня кількість сонячних годин на місяць | 115,5                | 131,0                | 182,3                | 208,1                | 248,0                | 257,3                | 255,0                | 245,2                | 212,5                | 193,9                | 117,1                | 93,4                 | 2259,3               |
| Норма опадів, мм                           | 75                   | 69                   | 95                   | 83                   | 109                  | 102                  | 107                  | 92                   | 78                   | 73                   | 85                   | 79                   | 1046                 |
| Днів з опадами                             | 14,4                 | 11,4                 | 13,1                 | 13,1                 | 13,1                 | 10,8                 | 11,5                 | 9,3                  | 8,9                  | 10,1                 | 11,7                 | 13,8                 | 141,2                |
| Днів зі снігом                             | 6,7                  | 4,9                  | 2,8                  | 0,5                  | 0                    | 0                    | 0                    | 0                    | 0                    | 0,1                  | 1,1                  | 4,3                  | 20,4                 |
| ------------------------------------------ | -------------------- | -------------------- | -------------------- | -------------------- | -------------------- | -------------------- | -------------------- | -------------------- | -------------------- | -------------------- | -------------------- | -------------------- | -------------------- |
| Джерело: NOAA (sun 1961–1990)              |                      |                      |                      |                      |                      |                      |                      |                      |                      |                      |                      |                      |                      |

## Демографія

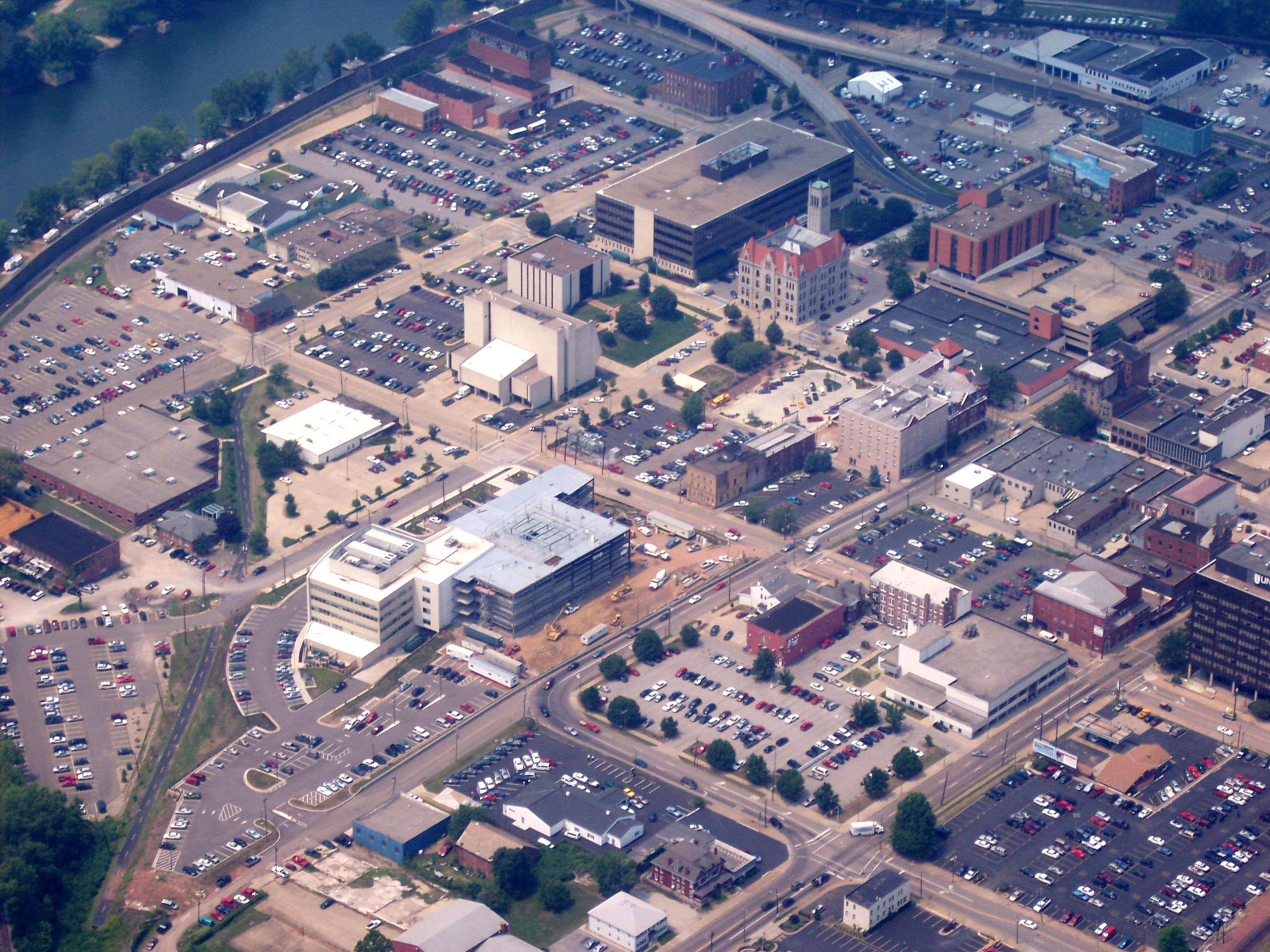
Центр міста

Згідно з переписом 2010 року, у місті мешкали 31 492 особи в 13 807 домогосподарствах у складі 8086 родин. Густота населення становила 984 особи/км².  Було 15562 помешкання (486/км²).
Расовий склад населення:
| - 94,9 % — білих - 2,0 % — чорних або афроамериканців - 0,4 % — азіатів - 0,3 % — корінних американців - 0,1 % — вихідців з тихоокеанських островів |

До двох чи більше рас належало 2,1 %. Частка іспаномовних становила 1,2 % від усіх жителів.
За віковим діапазоном населення розподілялося таким чином: 21,3 % — особи молодші 18 років, 60,7 % — особи у віці 18—64 років, 18,0 % — особи у віці 65 років та старші. Медіана віку мешканця становила 41,2 року. На 100 осіб жіночої статі у місті припадало 90,5 чоловіків;  на 100 жінок у віці від 18 років та старших — 87,1 чоловіків також старших 18 років.
Середній дохід на одне домашнє господарство  становив 45 060 доларів США (медіана — 31 876), а середній дохід на одну сім'ю — 55 777 доларів (медіана — 43 127). Медіана доходів становила 36 098 доларів для чоловіків та 26 936 доларів для жінок. За межею бідності перебувало 24,3 % осіб, у тому числі 35,9 % дітей у віці до 18 років та 11,6 % осіб у віці 65 років та старших.
Цивільне працевлаштоване населення становило 12 482 особи. Основні галузі зайнятості: освіта, охорона здоров'я та соціальна допомога — 24,4 %, роздрібна торгівля — 15,4 %, мистецтво, розваги та відпочинок — 12,8 %.

## Міста-побратими
- Паркерсбург (Айова)[10]